# Brdovec
Brdovec je općina u Hrvatskoj. Nalazi se u Zagrebačkoj županiji.

## Zemljopis
Općina Brdovec zaprema 36 km² i je smještena na zapadnom dijelu Zagrebačke županije, u pograničnom području prema Republici Sloveniji. U sjevernom dijelu su blagi brežuljci prekriveni šumom, vinogradima i uređenim terenima s velikim brojem vikendica. U središnjem dijelu, uz glavni prometni koridor Zagreb-Ljubljana (cestovni i željeznički) smještena je većina naselja i većina gospodarskih subjekata. 
Naselja općine Brdovec od istoka prema zapadu: Brdovec (općinsko središte), Javorje, Prigorje, Zdenci, Prudnice, Laduč, Drenje, Ključ, Šenkovec, Harmica i Vukovo Selo. 
Najveći gospodarski subjekti s najviše zaposlenih su "Pliva" i "Kvasac" Savski Marof, drvoprerađivačka industrija "Bukovinski" (Ključ Brdovečki) i tekstilna industrija "Lateks" (Laduč). Južni dio je plodna nizina, koja se blago spušta do rijeke Save. Područje Brdovca je prigradskom željeznicom Harmica-Savski Marof-Zagreb na samo 30 minuta od središta Grada Zagreba.

## Stanovništvo
Po popisu stanovništva iz 2011. godine, općina Brdovec imala je 11.134 stanovnika, raspoređenih u 13 naselja:
- Brdovec – 2310
- Donji Laduč – 745
- Drenje Brdovečko – 694
- Gornji Laduč – 864
- Harmica – 232
- Javorje – 634
- Ključ Brdovečki – 663
- Prigorje Brdovečko – 1258
- Prudnice – 641
- Savski Marof – 35
- Šenkovec – 733
- Vukovo Selo – 381
- Zdenci Brdovečki – 1097

### Nacionalni sastav, 2001.
- Hrvati – 9856 (95,81 %)
- Slovenci – 98 (0,95 %)
- Srbi – 46 (0,45 %)
- Albanci – 24 (0,23 %)
- Bošnjaci – 23 (0,22 %)
- Nijemci – 6 (0,06 %)
- Makedonci – 5 (0,05 %)
- Česi – 4
- Mađari – 4
- Crnogorci – 2
- Austrijanci – 1
- Poljaci – 1
- Rusi – 1
- Rusini – 1
- Slovaci – 1
- ostali – 26 (0,25)
- neopredijeljeni – 79 (0,77 %)
- nepoznato – 109 (1,06 %)

| broj stanovnika | 2773  | 2561  | 2996  | 3438  | 3704  | 4021  | 4353  | 4945  | 5601  | 5876  | 6505  | 7207  | 7998  | 8762  | 10287 | 11134 | 10737 |
|                 | 1857. | 1869. | 1880. | 1890. | 1900. | 1910. | 1921. | 1931. | 1948. | 1953. | 1961. | 1971. | 1981. | 1991. | 2001. | 2011. | 2021. |

| broj stanovnika | 470   | 343   | 394   | 408   | 462   | 466   | 497   | 566   | 652   | 703   | 827   | 1052  | 1634  | 1901  | 2310  | 2801  | 2848  |
|                 | 1857. | 1869. | 1880. | 1890. | 1900. | 1910. | 1921. | 1931. | 1948. | 1953. | 1961. | 1971. | 1981. | 1991. | 2001. | 2011. | 2021. |

## Uprava
Općinska uprava nalazi se u Brdovcu, na Trgu dr. Franje Tuđmana 1. Načelnik Općine je Alen Prelec (SDP), predsjednik Općinskog vijeća je Damir Slavnović, dipl. ing. (SDP) u mandatu 2017 – 2021. g., pročelnik Upravnog odjela za opće, pravne, komunalne i društvene poslove Daniel Bukovinski, mag. iur., a pročelnica Odjela za financije Maja Coner.
Općinsko vijeće u mandatu 2017. – 2021. čini 17 vijećnika:
- SDP-HSU 9
- HDZ 4
- HSS 2
- Stranka rada i solidarnosti (BM 365) 1
- Živi zid 1

## Gospodarstvo
- U Ključu Brdovečkom nalazi se Tvornica parketa Bukovinski.
- U Savskom Marofu nalazi se pogon Plive.

## Poznate osobe
- Ante Kovačić, književnik
- Baltazar Adam Krčelić, doktor filozofije i teologije, pravnik, rektor hrvatskog kolegija u Beču, kroničar, povjesničar i književnik

## Spomenici i znamenitosti
- Crkva Sv. Vida – spominje se 1334. godine kao župna crkva, barokizirana je u 18. stoljeću, očuvan inventar barokni oltar iz 1776. g. i slike iz istog razdoblja. Sačuvan je zvonik s puškarnicama i južni prigrađeni dio osobito debelih zidova, odakle se naslućuje da je ova crkva svakako jedna iz niza crkvi – utvrda za zaštitu lokalnog stanovništva u doba provala Turaka. Uz crkvu je u 18. stoljeću prigrađena kružna kapela Sv. Barbare, kod nas vrlo rijedak primjer kružne građevine. Gradnja ove kapele se povezuje s pričom o rudnicima galenita francuskog grofa Cariona podno zapadnih obronaka Medvenice u Bistri i zaštitnicom rudara Sv. Barbarom koju su ovdje pohodili.

- Dvorac Januševec – predstavlja najviši domet klasicističke arhitekture u Hrvatskoj. Smješten je na padini iznad savske doline, na samom raskrižju ceste Zaprešić – Harmica i ceste za Mariju Goricu. Pretpostavlja se da je dvorac projektirao Bartolomej Felbinger, jedan od najpoznatijih graditelja 19. stoljeća u Zagrebu i okolici. Pripada spomenicima nulte kategorije. Sagrađen oko 1830. za baruna Josipa Vrkljana (Werklein), a 1845. dvorac je kupio francuski grof Edgar de Corberon, te još nekoliko vlasnika: grof Dümreicher, Max Mayer, a između dva rata Manfred Sternberg. Od 1947. do 1989. dvorac je obnavljan i u njega je smješten dio Državnog arhiva Hrvatske.

- Dvorac Laduč – dvorac i perivoj u Laduču nalaze se na prijelazu između savske ravnice i južnih padina marijagoričkog pobrđa. Posjed se spominje od 17. stoljeća kada je postojala plemićka kurija. Današnji dvorac sagrađen je krajem 19. stoljeća na mjestu nekadašnjih Starih dvora. Dvorac pripada drugoj spomeničkoj kategoriji. Posljednji vlasnici dvorca bili su baruni Vranyczany-Dobrinović, a posljednji gospodar imanja bila je barunica Tilda Vranyczany. Spomenuta je obitelj zauzimala značajno mjesto u privrednom, političkom i kulturnom životu Hrvatske u 19. stoljeću. Danas se u dvorcu nalazi socijalna ustanova za djecu.

- Zgrada Muzeja u Brdovcu

- Arheološko nalazište antičkog ladanjsko-gospodarskog kompleksa Laduč – Drenje

## Obrazovanje
Prva javna škola na području općine Brdovec i u ovom dijelu Hrvatske otvorena je u Brdovcu 1854. godine, za čije osnivanje je najzaslužniji župnik Pavao Belas, jedan od osnivača Matice Hrvatske. Privatna škola pretvorena je u javnu i u njoj radi učitelj sa stalnom godišnjom plaćom. Prvi učitelj u javnoj školi bio je Stjepan Zagozda. Djeca iz Zaprešića išla su u školu u Brdovec punih 50 godina, sve dok 1904. godine nije osnovana pučka škola u Zaprešiću.
Na području Općine Brdovec djeluju danas tri osnovne škole i dva područna odjeljenja do 4. razreda. To su OŠ "Pavao Belas" – Brdovec, OŠ "I.B.Mažuranić" – Prigorje Brdovečko s područnim odjeljenjem u Laduču, OŠ "I.Perkovac" – Šenkovec s područnim odjeljenjem u Drenju Brdovečkom. 
U pripremi je dogradnja osmogodišnje škole u Brdovcu, te izgradnja školskih-športskih dvorana u Brdovcu i Šenkovcu. U naselju Brdovec se nalazi dječji vrtić "Maslačak".

## Kultura
- Muzej Brdovec
- KUD "Januševec"
- KUD "Mihovil Krušlin"
- Udruga žena "Ladučanke"
- Udruga žena "Brdovčanke"
- Udruga "Drinčani"
- Udruga "Vladimira Malekovića"
- Udruga "Ivana Perkovca"
- Udruga vinogradara i vinara "Trsek"
- Udruga umirovljenika Brdovec
- Župni zbor Svetog Vida
- Matica hrvatska, ogranak Zaprešić
- Radio-klub "Brdovec" (http://www.rkbrdovec.hr  Arhivirana inačica izvorne stranice od 10. prosinca 2010. (Wayback Machine))
- Udruga gljivara "Mevlin"

## Šport
Na području općine djeluju nogometni klubovi:
- NK Laduč (4. HNL – Središte)
- NK Savski Marof (JŽL)
- NK BSK Brdovec (JŽL)
- NK Sava Drenje Brdovečko (JŽL – Zapad)
- NK Vatrogasac Zdenci (1. ŽL – Zapad)
- NK Sutla Šenkovec

Auto-moto šport:
- MotoCross Klub Savski Marof
- MotoCross Klub 97, Ključ Brdovečki
- AutoCross Klub Gas,Prudnice
- Moto Klub P.S.D.2000

Lov i ribolov:
- Lovačko društvo "Srnjak"
- Športsko-ribolovno društvo "Štuka"

## Informatika
Na području općine Brdovec razvile su se dvije udruge orijentirane na rad računala i mrežnih sustava. Prva koja je započela s radom bila bila je Udruga korisnika bežičnih sustava BR-Net. Nakon nepunih godinu i pol javlja se i Udruga Feniks SD. Udruge su međusobno povezane. BR-Net pokriva Zdence, Brdovec i Javorje, a Feniks SD Prudnice, Drenje, Prigorje i Laduč.

## Vanjske poveznice
- Službene stranice Općine Brdovec